# Ariane de Rosenberg
Polyerata rosenbergi
Espèce
Statut de conservation UICN

 LC  : Préoccupation mineure
Statut CITES
L’Ariane de Rosenberg (Polyerata rosenbergi) est une espèce de colibris de la sous-famille des Trochilinae.

## Distribution
L’Ariane de Rosenberg est présente en Colombie et en Équateur.

Carte de répartition de l'espèce

## Référence
(en) « Neotropical Birds Online », Cornell Lab of Ornithology, 25 juillet 2011